# 1924 en Lorraine
Chronologie de la Lorraine
- 1920
- 1921
- 1922
- 1923
- 1924
- 1925
- 1926
- 1927
- 1928

Cette page est une liste d'événements qui se sont produits durant l'année 1924 en Lorraine.

## Événements

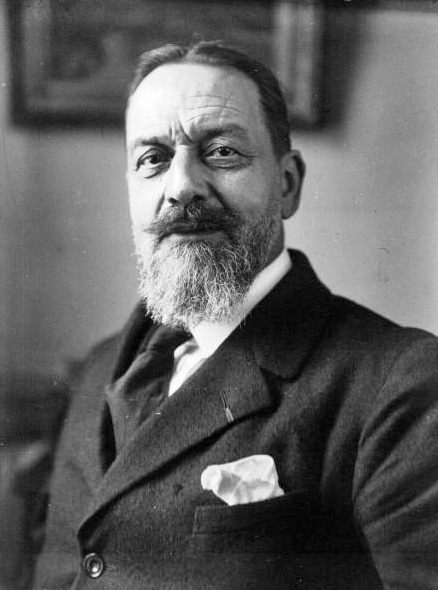
Louis Madelin

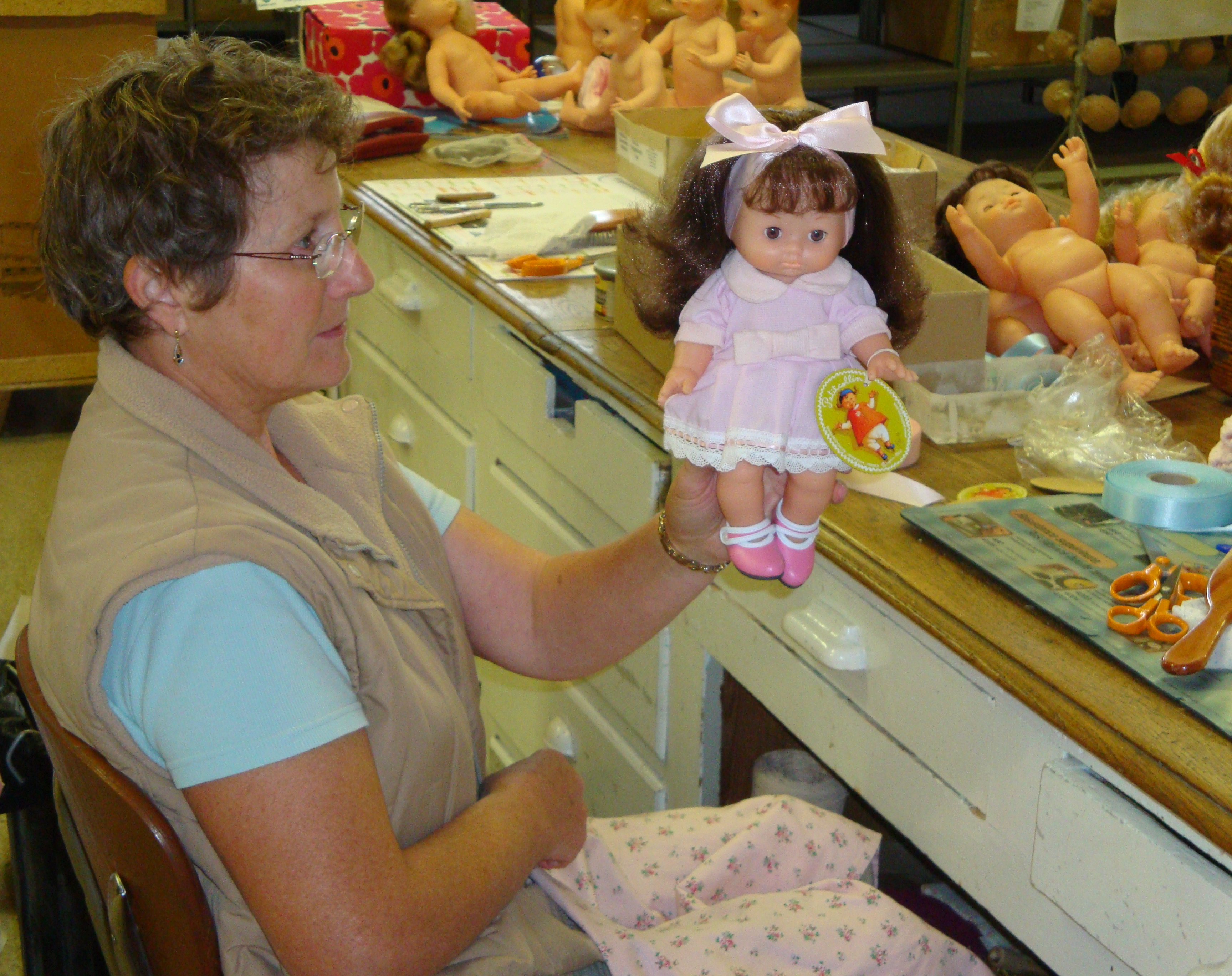
Baigneur Petitcollin

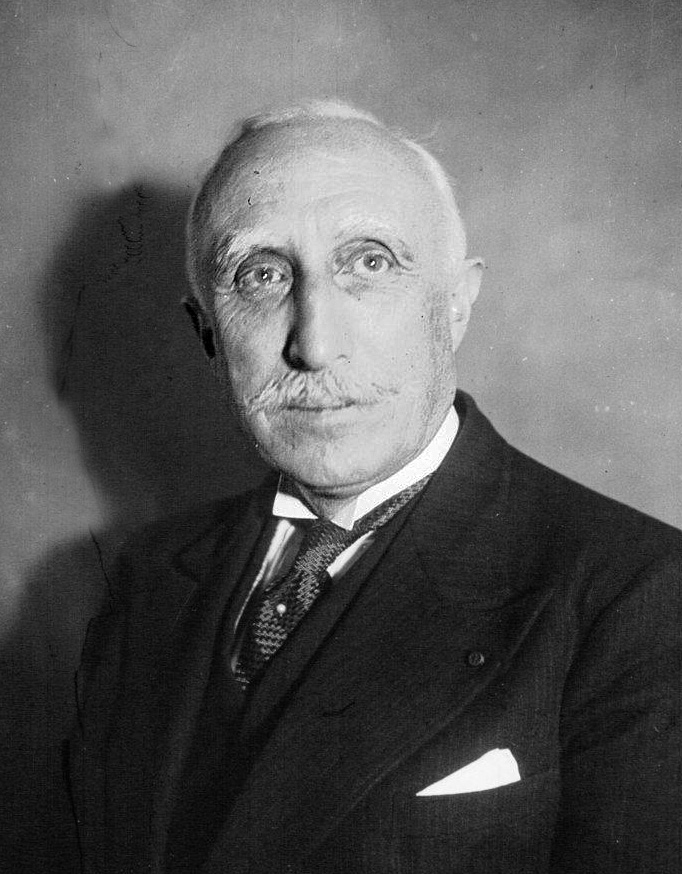
Victor Schleiter député de la Meuse.

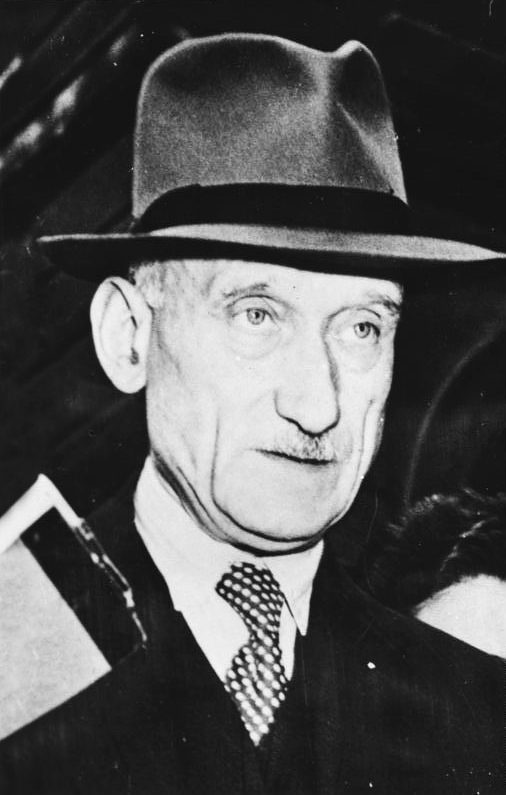
Robert Schuman

- Georges Wambst, né à Lunéville, remporte une médaille d'or olympique de la course cycliste par équipes[1].
- Les deux lois du 1er juin 1924 introduisent la législation civile et commerciale française dans les départements de la Moselle, du Bas-Rhin et du Haut-Rhin, mais maintiennent en vigueur certaines dispositions du droit local[2].
- Construction à Baccarat d'un hôtel de ville de style néo-Renaissance par l'architecte Deville[3], il s'inspire des maisons flamandes. Sur la façade, des macarons sculptés représentent les différents métiers du cristal. Les grands salons sont ornés de quatre grands lustres et six appliques en cristal de Baccarat (inscrits à l'inventaire des MH). L'escalier d'honneur est l'œuvre de Jean Prouvé. L'ensemble du bâtiment a été entièrement rénovée en 2004.
- Fin de la construction de la  Caisse d'Épargne de Nancy, édifice néoclassique[4].
- Lors des élections législatives, la liste de Robert Schuman, remporte, à la majorité absolue, les 8 sièges du département de la Moselle.
- Vers 1924-1926, la société Petitcollin innove en mettant sur le marché un poupon que l'on peut baigner, le baigneur « Petit Colin »[5]
- Georges Lecourtier est élu sénateur de la Meuse. Il rejoint le groupe centriste de l'Union républicaine après son élection et se montre un sénateur particulièrement discret. Le 10 juillet 1940, il ne prend pas part au vote sur la remise des pleins pouvoirs au Maréchal Pétain et décède quelques jours après dans des circonstances demeurées floues.

- 6 janvier : Henri Michaut est réélu sénateur de Meurthe-et-Moselle[6].
- 11 mai : élus députés de Meurthe-et-Moselle :  Georges Mazerand[7], groupe des Républicains de gauche; Louis Petitier il meurt 15 jours plus tard; Édouard de Warren, élu sur la liste de Louis Marin; Louis Marin, qui mène la liste d'union républicaine et nationale; Désiré Ferry; François de Wendel et Charles Fringant.
- 17 juin : la séparation de l'église et de l'état est instaurée par une loi qui sera contestée puis retirée[8].
- 16 juillet : la 13ème étape du tour de France arrive à Metz. Le départ avait été donné à Strasbourg[9].
- 18 juillet : le tour de France part de Metz en direction de Dunkerque[9].
- Sont élus députés de la Meuse : André Maginot; Louis-Édouard Taton-Vassal; Victor Schleiter et Alfred Didry
- Sont élus députés de la Moselle : Louis Meyer, Démocrates (57141 voix sur 113434 suffrages exprimés); Robert Schuman; Robert Sérot; Édouard Moncelle; Guy de Wendel élu sénateur en 1927; Charles François; Théodore Paqué et Gaston Louis
- Sont élus députés des Vosges : Camille Amet, élu sur la liste d'Union nationale républicaine; Hubert de Bazelaire de Lesseux, élu sur la liste d'Union nationale républicaine; Constant Verlot, réélu, siège avec le groupe GR; Maurice Flayelle, réélu. Il mène la liste d'Union républicaine et nationale. Élu sénateur en 1926 remplacé par André Barbier; Camille Picard. Il siège sur les bancs radicaux; Louis Madelin qui siège dans les rangs de l'URD et Édouard Mathis décédé, remplacé par Marcel Arnould (homme politique)

## Inscriptions ou classements aux titre des monuments historiques
- En Meurthe et Moselle : Église Saint-Pierre de Liverdun[10], Hôtel de Beauvau-Craon à Nancy[11], Bourse des marchands de Nancy[12]

## Naissances
- 23 janvier : Claude Coulais, homme politique français libéral, mort le 3 novembre 2009 à Rueil-Malmaison (Hauts-de-Seine). Il repose au cimetière de Préville de Nancy.
- 29 janvier à Metz : Théo Olivarez (décédé à Thionville le 3 décembre 2006), footballeur français qui évoluait au poste de gardien de but.
- 9 février à Nancy : André Vuillien, mort le 6 mai 2016 à Pusey (Haute-Saône), homme politique français. Il a été député communiste du département de Saône-et-Loire de 1956 à 1958.
- 15 février à Buding : Jean-Pierre Schumacher, mort le 21 novembre 2021 à Midelt, moine français. Il est l'ultime survivant du groupe de religieux de Tibhirine.
- 18 février à Metz : Louis Vax, mort le 9 février 2020 à Nancy (Moselle), philosophe et écrivain français[13]. Ses thèmes de prédilection sont la littérature fantastique ainsi que l'empirisme logique, qu'il garde tout au long de sa vie.
- 3 mars à Baerenthal : Louis Jean Ledrich, accordéoniste français, mort le 23 janvier 2019 à Nice dans les Alpes-Maritimes[14].
- 5 avril à Nancy : Jean Frère (1924-2018), philosophe français.
- 13 avril, 
  - à Algrange : Oswaldo Minci, mort à Algrange le 26 novembre 1978, footballeur français.
  - au Ban-de-Laveline : Pierre Bastien, mort le 21 mai 2006 à Remiremont, est un médecin français. Il s'est fait connaître par ses recherches personnelles et controversées sur l'intoxication par les champignons du genre amanite[15].
  - à Nancy : Jean-Louis Michon (« Ali Abd al-Khaliq » en islam), mort le 22 février 2013 à Genève, est un traducteur, essayiste et érudit pérennialiste et soufi français.
- 14 avril à Algrange : Oswaldo Minci, mort le 26 novembre 1978 à Moyeuvre-Grande[16], footballeur français.
- 25 avril à Metz : Pierre Camille Galmiche, mort le 8 septembre 2002 à Nice[17], magistrat français.
- 25 mai à Merlebach : István Nyers (prénommé « Étienne » lors de son passage en France et « Stefano » en Italie), mort le 9 mars 2005, joueur de football franco-hongrois, né en France.
- 12 juin à Dieuze : Roger Husson, mort le 28 avril 2000 à Dieuze (Moselle), homme politique français. De 1973 à 1981, il est le suppléant du député Pierre Messmer.
- 13 juin à Épinal : Nicole Algan, morte le 30 mai 1986 à Romans-sur-Isère[18], peintre et sculptrice abstraite française.
- 21 juin à Épinal : Dominique-Alexandre Louis, architecte français, mort à Nancy le 4 juin 1991[19].
- 28 juin à Aumetz : Constant Burg, mort le 23 mars 1998 à Paris[20], médecin radiologue et un biologiste français. Il a été le directeur général de l'INSERM de 1969 à 1979 et président de l'Institut Curie de 1985 à 1998.
- 8 juillet à Villerupt : Georges Sesia, mort le 11 mai 2016 à Nice (Alpes-Maritimes)[21], footballeur international français. Il évoluait au poste d'attaquant. Il meurt alors qu'il est le plus vieil international français[22].
- 10 juillet à Nancy : Jean-Jacques Bastian, mort le 4 novembre 2018 à Montpellier, résistant français en Alsace pendant la Seconde Guerre mondiale. À 16 ans, il adhère à l'organisation clandestine La Main noire, un groupe composé de jeunes adolescents.
- 21 juillet à Gérardmer : Michel Henriquet, mort le 8 décembre 2014 à Paris[23], cavalier français de dressage.
- 11 août à Nancy : Guy Servat,  mort le 26 décembre 2009 à Antony[24] haut fonctionnaire français. Il est le premier directeur de l'ANPE, à compter de 1967 à 1970.
- 17 octobre à Villotte-devant-Louppy : Jean Bernard, mort le 21 novembre 2007 à Vitry-le-François (Marne), vétérinaire et homme politique français.
- 29 octobre à Verdun : Danielle Mitterrand, née Gouze, morte le 22 novembre 2011 à Paris 15e, est l'épouse de François Mitterrand, président de la République française de 1981 à 1995. Ancienne résistante et personnalité engagée dans le monde associatif, elle a créé la fondation France Libertés - Fondation Danielle-Mitterrand en 1986, qu'elle a présidée jusqu'à sa mort.
- 30 octobre à Cornimont (Vosges) : Hubert Curien, mort le 6 février 2005 à Loury (Loiret), cristallographe français, ministre de la Recherche et de la Technologie de 1984 à 1986 puis de 1988 à 1993. Président du Centre national d'études spatiales de 1976 à 1984 puis premier président de l'Agence spatiale européenne de 1979 à 1984, Hubert Curien est considéré comme le père de l'Europe spatiale[25].
- 31 octobre à Montmédy : Jean Lanher[26], mort le 4 janvier 2018 à Vandœuvre-les-Nancy[27],[28], linguiste français, spécialiste de dialectologie, professeur émérite de l'université Nancy-II.
- 16 novembre à Saint-Louis-lès-Bitche : Jean Seitlinger, avocat et homme politique français, mort le 2 septembre 2018[29] à Rohrbach-lès-Bitche[30].
- 11 décembre à Fresnes-en-Woëvre : Philippe March (connu également sous son vrai nom Aimé de March), mort le 12 juillet 1980 dans le 16e arrondissement de Paris, acteur français.
- 13 décembre à Magny : Henri Baillot, mort le 9 novembre 2000 à Gorze, footballeur international français des années 1940 et 1950. Durant sa carrière, il évolue au poste d'attaquant.
- 19 décembre à Nancy : Pierre Kalck (décédé à Paris le 12 février 2004[31]), juriste, administrateur colonial français, historien spécialiste de l'Oubangui-Chari et de la République centrafricaine.

## Décès
- 27 mai à Longwy : Louis Petitier est un homme politique français né le 1er novembre 1873 à Longwy.
- 9 juin à Nancy : Julien Gérardin, né le 28 mars 1860 à Nancy, notaire et photographe amateur français.
- 28 août à Laxou : Auguste Desch, artiste peintre et graveur né le 18 février 1877 à Nancy.
- 24 septembre à Thonnelle (Meuse) : Albert Lefébure, homme politique français né le 20 septembre 1860 à Paris.
- 1er novembre à Nancy : Léopold Wolff, né le 4 octobre 1863 à Nancy, sculpteur ornemaniste français.